# El Gato, Guanajuato
El Gato är en ort i Mexiko.   Den ligger i kommunen Dolores Hidalgo och delstaten Guanajuato, i den centrala delen av landet, 250 km nordväst om huvudstaden Mexico City. El Gato ligger 1 961 meter över havet och antalet invånare är 129.
Terrängen runt El Gato är en högslätt. Runt El Gato är det ganska tätbefolkat, med 96 invånare per kvadratkilometer. Närmaste större samhälle är Dolores Hidalgo, 17,7 km norr om El Gato. Trakten runt El Gato består i huvudsak av gräsmarker.